# Raphitoma divae
Raphitoma divae là một loài ốc biển, là động vật thân mềm chân bụng sống ở biển thuộc họ Conidae.